# Duma Kumalo
Pour les articles homonymes, voir Kumalo.
Duma Joshua Kumalo, né vers 1958 et mort le 3 février 2006, est un activiste sud-africain, militant des droits humains, l'un des Six de Sharpeville. 

## Biographie
Il a été condamné à mort en vertu de la loi de 1984 sur le Common purpose (en) (« but commun »), qui permet de condamner une personne pour avoir été dans le voisinage d'une infraction, alors même qu'elle n'a rien commis. Cette condamnation faisait suite au meurtre d'un conseiller municipal de la ville de Shaperville alors que lui-même aidait un homme blessé par la police,.
En 1988, il a bénéficié d'un sursis à exécution le jour précédent la date fixée pour la sentence. Après sa libération de prison en 1991, Kumalo s'est impliqué dans de nombreuses activités relatives aux droits humains, y compris des discussions à propos de la Commission de Vérité et Réconciliation, et a travaillé avec Amnesty International. Il a été un membre fondateur du Groupe de Soutien Khulumani en faveur des victimes de violences liées à l'apartheid.
Kumalo s'est également impliqué dans des projets de théâtre et de cinéma, comme un moyen de raconter son histoire et faire participer les autres aux questions de droits humains. Sa pièce, The Story I Am About To Tell, a connu un succès énorme, et a été jouée aussi bien en Afrique du Sud qu'à l'international pendant cinq ans.
Il a contribué à la pièce He Left Quietly, écrite par Yael Farber, qui raconte son expérience et le traumatisme auquel il a dû faire face, après ses trois ans passés dans le couloir de la mort, ses sept ans de prison, et le sursis qui l'a peut-être plus éprouvé que la condamnation à mort,,.

## Œuvre

### Théâtre
- The Story I Am About to Tell

### Vidéo
- Facing Death... Facing Life, documentaire avec Ingrid Gavshon

### Divers
- The Bones Are Still Calling, avec Seputla Sebogodi

Kumalo a également contribué au film Lettre d'amour zoulou, de Ramadan Suleman et Bheki Pieterson.